# Xã Clover, Quận Henry, Illinois
Xã Clover (tiếng Anh: Clover Township) là một xã thuộc quận Henry, tiểu bang Illinois, Hoa Kỳ. Năm 2010, dân số của xã này là 938 người.